# Les Mureaux
Les Mureaux è un comune francese di 32 949 abitanti situato nel dipartimento degli Yvelines, nella regione dell'Île-de-France.

## Storia

### Simboli
Lo stemma non sembra avere un'origine storica, la sua composizione è un doppio gioco di parole con il toponimo: il muro di cinta e le more (in francese mûrier) richiamano il nome di Les Mureaux. Il fiume sormontato da un'ancora alata fa riferimento alla base aeronavale sulla Senna che ha ospitato le prime prove di idrovolanti.

## Società

### Evoluzione demografica
Abitanti censiti

## Amministrazione

### Gemellaggi
Il comune di Les Mureaux è gemellato con le seguenti città:
- Idar-Oberstein, dal 1971
- Margate, dal 1978
- Sosnowiec, dal 1990
- Nonantola, dal 1992